# Mycena galopus
Espèce
Mycena galopus est une espèce de champignons de la famille des Mycénacées.

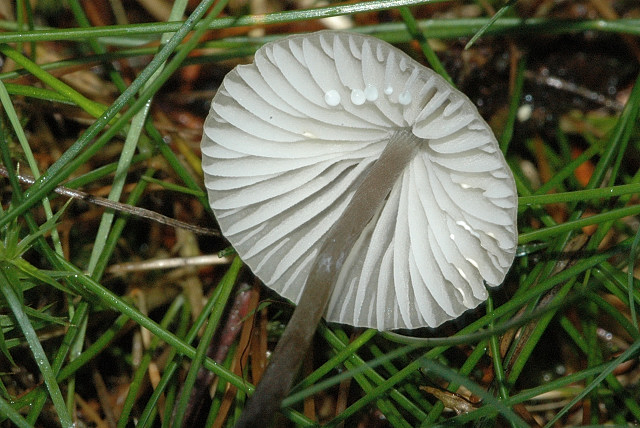
Mycena galopus.